# Neskaupstaður
Neskaupstaður est une localité islandaise de la municipalité de Fjarðabyggð située à l'est de l'île, dans la région d'Austurland. En 2011, le village comptait 1437 habitants.

## Histoire
La ville s'est fortement dépeuplée dans les années 1990. Cette tendance s'est inversée à la construction d'une fonderie d'aluminium et d'une nouvelle usine hydroélectrique dans l'est de l'Islande.
En 1998, Neskaupstaður s'est jointe à Eskifjörður et Reyðarfjörður pour former la nouvelle municipalité de Fjarðabyggð ("les villages des fjords").

## Administration

### Jumelages
- Stavanger (Norvège)

## Patrimoine naturel et architectural
La route s'arrête au bout de la ville où elle se transforme en un sentier longeant le fjord. En quelques minutes, il est possible de rejoindre l'Easter Cave.